# Talk Talk
Talk Talk byla anglická skupina, kterou v roce 1981 založili Mark Hollis (zpěv, kytara, klavír), Lee Harris (bicí) a Paul Webb (baskytara). Skupina dosáhla raných úspěchů v hitparádách se synthpopovými singly „Talk Talk“ (1982), „It's My Life“ a „Such a Shame“ (oba 1984), než se v polovině 80. let přiklonila k experimentálnímu přístupu  a stala se průkopníkem tzv. post-rocku. Talk Talk dosáhli širokého úspěchu u kritiky v Evropě a Velké Británii se singly „Life's What You Make It“ (1985) a „Living in Another World“ (1986); v roce 1988 vydali čtvrté album Spirit of Eden, které bylo sice velmi oceněno kritikou, komerčně ale bylo méně úspěšné.
Třenice s vydavatelstvím skupiny, EMI, vyústily v právní kroky a protižaloby. Webb odešel a skupina přešla k Polydoru, kde v roce 1991 vydala své poslední studiové album Laughing Stock, ale brzy poté se rozpadla. Zpěvák Mark Hollis vydal v roce 1998 sólové album a poté odešel do hudebního důchodu; zemřel v roce 2019. Zakládající baskytarista a bubeník skupiny Paul Webb a Lee Harris spolu hráli v několika kapelách; dlouholetý spolupracovník Tim Friese-Greene pokračoval v podnikání jako hudebník a producent.

## 1981-1983: Založení
Skupina Talk Talk vznikla jako kvartet ve složení Mark Hollis, bývalý člen skupiny The Reaction (zpěv/hlavní autor písní), Lee Harris (bicí), Paul Webb (baskytara) a Simon Brenner (klávesy). Ve svých začátcích byli často srovnáváni s Duran Duran. Kromě názvu kapely složeného z opakujícího se slova sdíleli hudební směřování inspirované Roxy Music, stejnou nahrávací společnost (EMI) a producenta (Colin Thurston). Skupina také koncem roku 1981 předskakovala Duran Duran na turné.
Svůj první singl "Mirror Man" vydala skupina u EMI v únoru 1982. Singl neměl velký úspěch, ale v dubnu 1982 ho rychle následoval eponymní singl (předělávka Hollisovy skladby se skupinou The Reaction), který se ve Velké Británii dostal na 52. místo. První album skupiny s názvem The Party's Over vyšlo v červenci 1982. Kapela měla své první hity v britské Top 40 se singly „Today“ (UK No. 14) a reedicí písně „Talk Talk“ (UK No. 23). Tyto singly se staly hity i v dalších zemích včetně Irska, Jižní Afriky, Austrálie a Nového Zélandu. Reedice singlu „Talk Talk“ se dostala do první pětasedmdesátky v USA. Album produkoval Colin Thurston, který byl v té době producentem Duran Duran u EMI, ale Hollis si ho vybral kvůli jeho účasti na albu Heroes Davida Bowieho . Album mělo ve Velké Británii mírný úspěch; dosáhlo 21. místa a později získalo stříbrný certifikát BPI za prodej 60 000 kopií do roku 1985. Na Novém Zélandu se dostalo do Top 10.
Brenner odešel po vydání nealbového hitu „My Foolish Friend“ z roku 1983, který produkoval častý spolupracovník Roxy Music Rhett Davies. V té době už Talk Talk tvořili trio, protože Brenner nebyl nikdy oficiálně nahrazen. Na výpomoc při nahrávání druhého alba It's My Life byl však najat Tim Friese-Greene , který se stal producentem skupiny a zároveň klávesistou a Hollisovým spoluautorem písní. Ačkoli se Friese-Greene významně podílel na studiové tvorbě kapely a byl de facto jejím čtvrtým členem , nikdy se ke kapele oficiálně nepřipojil. Proto s kapelou nehrál na koncertních turné a chyběl i v propagačních materiálech skupiny.

## 1984-1986: Komerční úspěch
Přestože se Talk Talk ve Velké Británii výraznějšího úspěchu nedočkali, dosáhli v letech 1984/85 značného mezinárodního úspěchu, zejména v kontinentální Evropě, Severní Americe a na Novém Zélandu, s albem It's My Life. Doprovodný singl „Such a Shame“ (inspirovaný knihou The Dice Man, v češtině vydané pod jménem Kostkař) se v tomto období stal hitem Top 10 v Rakousku, Francii, Německu, Nizozemsku a Švýcarsku. Titulní skladba alba se dostala do americké, kanadské, francouzské, německé, novozélandské a nizozemské Top 40. Třetí singl, „Dum Dum Girl“, byl úspěšný v některých evropských zemích a na Novém Zélandu; ve Velké Británii však bylo album a jeho singly z velké části ignorovány. Navzdory komerčnímu úspěchu skupina záměrně udělala rozhodnutí, která ji vzdalovala od hlavního proudu. Například v klipu k písni „It's My Life“ vystupoval zasmušilý Hollis, který parodoval zpěv na playback; po protestech EMI natočili klip znovu a podle slov Alana McGeeho z něj udělali „naprostou opičárnu“ .
Výtvarník James Marsh navrhl první obrázek na obálku písně „It's My Life“ podle názvu skupiny. Na tento námět navázal i u dalších singlů, zůstal uměleckým frontmanem kapely a po celou dobu její kariéry vytvářel všechny její obaly a plakáty.
Se třetím albem The Colour of Spring z roku 1986 Talk Talk zcela opustili synthpopový styl. Toto album se stalo jejich největším úspěchem ve Velké Británii, kde se dostalo do Top 10 (a bylo certifikováno BPI jako zlaté za prodej více než 100 000 kusů), částečně díky singlu „Life's What You Make It“, který se dostal do Top 20 a byl úspěšný i na mezinárodní scéně. Další singl, „Living in Another World“, se dostal do Top 40 v Německu, Nizozemsku, Švýcarsku, Belgii a Itálii (a těsně mimo Top 40 ve Velké Británii a Francii). V té době už všechny písně Talk Talk psali Hollis a Friese-Greene. Rozšířenou sestavu pro turné v roce 1986 tvořili Hollis, Webb a Harris, dále John Turnbull (kytary), Rupert Black a Ian Curnow (klávesy), Phil Reis a Leroy Williams (bicí) a Mark Feltham (harmonika). Nejvýznamnějším z těchto koncertů bylo jejich vystoupení na jazzovém festivalu v Montreux 11. července 1986, které vyšlo na DVD v roce 2008 pod názvem Live at Montreux 1986.

## 1987-1991: Experimentální období
Úspěch alba The Colour of Spring umožnil kapele získat od nahrávací společnosti větší rozpočet a velkorysý časový plán pro nahrávání dalšího alba. Spirit of Eden, na kterém se podílelo mnoho externích hudebníků, vyšlo v roce 1988 u vydavatelství EMI Parlophone. Album bylo sestaveno z mnoha hodin improvizací, které Hollis a Friese-Greene upravili a zaranžovali pomocí digitálního zařízení. Výsledkem byla směs rocku, jazzu, vážné hudby a ambientu. Album bylo kritikou chváleno, dostalo se do britské Top 20 a za prodej více než 60 000 kopií získalo stříbrný certifikát BPI. Kapela oznámila, že se nebude pokoušet o jeho živé ztvárnění (protože podle Hollise „by lidé chtěli slyšet písně tak, jaké jsou na albu, a to pro mě není dostatečně uspokojivé“). Nahrávací společnosti pro album, které, jak kapela původně zamýšlela, nemělo být podporováno koncertní šňůrou, videoklipy ani singly, zbývalo jen málo možných marketingových aktivit; nakonec kapela neochotně souhlasila s videoklipem k remixované verzi písně „I Believe in You“, která vyšla jako první singl. Hollis však nebyl s videoklipem spokojen, jak dal najevo v rozhovoru pro časopis Q Magazine: „Opravdu mám pocit, že to video byla obrovská chyba... Myslel jsem si, že když tam budu jen sedět, poslouchat a přemýšlet o tom, o co jde, že to dostanu do očí. Ale to nejde. Připadáte si hloupě. Bylo to deprimující a přál bych si, abych to nikdy neudělal.“ 
Během natáčení Spirit of Eden se manažer Talk Talk Keith Aspden pokusil kapelu vyvázat z nahrávací smlouvy s EMI. „V té době už jsem věděl, že EMI není společnost, u které by tato kapela měla být,“ řekl Aspden. „Obával jsem se, že na natočení dalšího alba nebudou peníze.“ EMI si však přála kapelu na své soupisce udržet. Po mnoha měsících soudních sporů se nakonec kapele podařilo ze smlouvy vyvázat. EMI poté skupinu zažalovala s tím, že album Spirit of Eden není „komerčně uspokojivé“, ale případ byl u soudu zamítnut.  Koncem roku 1988 skupinu opustil Paul Webb.
V roce 1990, kdy byla skupina propuštěna z EMI, vydalo toto vydavatelství retrospektivní kompilaci Natural History. Ta se umístila na třetím místě britského albového žebříčku a za prodej více než 100 000 kusů získala zlatou desku BPI. Byla úspěšná i mezinárodně a nakonec se jí po celém světě prodalo více než 1 milion kopií. Znovu byl vydán také singl „It's My Life“ z roku 1984, který se tentokrát stal nejlépe umístěným singlem kapely v její rodné zemi a dosáhl 13. místa v UK Singles Chart. Reedice singlu „Life's What You Make It“ se rovněž dostala do Top 30. V návaznosti na tento obnovený zájem veřejnosti o kapelu pak vydavatelství v roce 1991 vydalo kompilaci History Revisited s novými remixy, která se dostala do britské Top 40 (v Německu dosáhla také Top 30 a v Nizozemsku Top 75). Kapela zažalovala EMI za to, že vydala remixovaný materiál bez jejího svolení. 
Do roku 1990 se skupina v podstatě proměnila v prostředek pro studiové nahrávky Hollise a dlouhodobého spolupracovníka Friese-Greenea spolu s pozvanými hudebníky (včetně dlouholetého bubeníka Talk Talk Harrise). Skupina podepsala smlouvu na dvě alba s Polydor Records a v roce 1991 vydala album Laughing Stock na značce Polydor's Verve Records. Na Laughing Stock vykrystalizoval experimentální zvuk započatý na předchozím albu (které někteří kritici zpětně zařadili do kategorie post-rock). Přestože bylo Laughing Stock ještě minimalističtější než jeho předchůdce, umístilo se na 26. místě UK Albums Chart.

## Po rozpadu
Po Laughing Stock se Talk Talk v roce 1991 rozpadli; Hollis řekl, že se chce věnovat rodině.  Paul Webb se znovu připojil k Lee Harrisovi a oba založili skupinu .O.rang, zatímco Tim Friese-Greene začal nahrávat pod jménem Heligoland. V roce 1998 vydal Mark Hollis svůj sólový debut Mark Hollis, který se hodně podobal minimalistickému post-rockovému zvuku alb Spirit of Eden a Laughing Stock, ale krátce poté odešel do hudebního důchodu s tím, že řekl vše, co měl říci.
Webb také spolupracoval pod jménem Rustin Man se zpěvačkou skupiny Portishead Beth Gibbonsovou a v roce 2002 vydal album Out of Season, v roce 2019 Drift Code a v roce 2020 Clockdust, zatímco Lee Harris se podílel na albu Bark Psychosis z roku 2004 ///Codename: Dustsucker.
Mark Hollis zemřel 25. února 2019 ve věku 64 let. 

## Odkaz a vliv
Vliv Talk Talk na hudebníky mnohonásobně přesáhl zviditelnění kapely mezi širokou veřejností. Spolu se skupinou Slint se Talk Talk připisuje vynález post-rocku díky jejich posledních dvěma albům. Mezi umělce, kteří kapelu obdivují nebo ji uvádějí, že jí jsou ovlivněni, patří Tears for Fears, Matthew Good, Radiohead, Doves, Elbow, Shearwater, M83, Bark Psychosis, The Notwist, Cedric Bixler-Zavala z Mars Volta, Steven Wilson z Porcupine Tree, Storm Corrosion (společný projekt Mikaela Åkerfeldta z Opeth a Stevena Wilsona z Porcupine Tree), Steve Hogarth z Marillion, Richard Barbieri z Japan a Porcupine Tree a Death Cab for Cutie.
Skupiny Placebo, Weezer, Divine Comedy a The Gathering nahrály coververzi písně „Life's What You Make It“ a No Doubt zaznamenali v roce 2003 celosvětový hit s coververzí „It's My Life“, která se dostala na 20. místo britské hitparády. Skupina Lights nahrála coververzi písně „Living in Another World“. Guy Garvey ze skupiny Elbow řekl: „Mark Hollis začínal s punkem a jak sám přiznal, neměl žádné hudební schopnosti. To, že se z pouhého naléhavé potřeby hudby dostal až k autorství jedněch z nejnadčasovějších, nejsložitějších a nejoriginálnějších hudebních skladeb vůbec, je pro mě stejně působivé jako přistání na Měsíci.“
V roce 2012 vyšlo tributní album a antologická kniha, obojí s názvem Spirit of Talk Talk. Kniha obsahuje všechny výtvarné práce, které James Marsh pro kapelu vytvořil, a kapelou ručně psané texty. Album obsahuje obaly od různých umělců; výtěžek z prodeje jde na konto organizace na ochranu přírody BirdLife International. 
V úterý 26. listopadu 2019 uspořádali Spirit of Talk Talk koncert A Celebration of Mark Hollis and Talk Talk  v Royal Festival Hall v Londýně. Zakládající člen skupiny Simon Brenner, který hrál na klávesy na studiovém albu The Party's Over, byl mezi dlouhým seznamem hostujících hudebníků, kteří zahráli písně ze všech pěti studiových alb Talk Talk a sólového alba Marka Hollise. Londýnský deník The Evening Standard tento večer označil za „majestátní poctu“. 
Hollis a Talk Talk jsou i nadále ctěni jako umělci, kteří nepodlehli tlaku korporátních a komerčních zájmů. Alan McGee říká: „Celý tento příběh jednoho muže, který se postavil systému ve snaze udržet si tvůrčí kontrolu, považuji za neuvěřitelně povzbudivý.“ 

## Diskografie

### Studiová alba
- The Party's Over (1982)
- It's My Life (1984)
- The Colour of Spring (1986)
- Spirit of Eden (1988)
- Laughing Stock (1991)

### Živá alba
- London 1986 (1999)

### Kompilace (výběr)
- Natural History: The Very Best of Talk Talk (1990)
- Asides Besides (1999)
- The Collection (2000)
- Introducing... Talk Talk (2003)
- Essential (2011)
- Natural Order 1982-1991 (2013)

### Remixová alba (výběr)
- History Revisited: The Remixes (1991)
- 12x12 Original Remixes (1999)

### Koncertní alba
- London 1986 (Hammersmith Odeon) (1998)

### Videoalba
- Live at Montreux 1986 (2008)
- Live in Spain 1986 (neoficiální vydání na značce Immortal)